# Закон о нераспространении запрещённых веществ
Закон о нераспространении запрещённых веществ (англ. The Illicit Drug Anti-Proliferation Act of 2003) — федеральный закон США, принятый в качестве дополнения к Закону о защите от 30 апреля 2003 года. По существу аналогичный закон был предложен предыдущем составом Конгресса как Закон по уменьшению уязвимости американцев перед экстази (закон RAVE).

## Положения
Закон изменил раздел 416 (a) Закона о контролируемых веществах (также известный как «закон о притонах» и кодифицированный в Кодексе США как 21 U.S.C. § 856(a), чтобы расширить раздел, касающийся «организации производственных операций», который ранее запрещал содержание, управление или владение любым местом, используемым для производства, распространения или использования наркотиков, чтобы включить временное или постоянное использование помещений.
Закон также установил гражданский штраф в размере 250 000 долларов или «в 2 раза больше валовой выручки, известной или предполагаемой, полученной от каждого нарушения, приписываемого данному лицу», в зависимости от того, что больше. Кроме того, Закон рекомендовал Комиссии по вынесению приговоров Соединенных Штатов пересмотреть действующие на тот момент федеральные руководящие принципы вынесения приговоров в отношении преступлений, связанных с гамма-оксимасляной кислотой (ГОМК), широко известной как наркотик для изнасилования на свидании.

## Законодательная история
Законопроект, первоначально называвшийся «Закон о снижении уязвимости американцев к экстази» (RAVE Act), был спонсирован сенатором Джо Байденом вместе с соавторами Чаком Грассли, Оррином Хэтчем, Джо Либерманом, Стромом Турмондом, Патриком Лихи и Диком Дурбином. Законопроект был передан в Сенатский комитет по судебной власти 18 июня 2002 г. 27 июня 2002 г. он убыл из комитета без письменных комментариев или поправок и помещен в законодательный календарь Сената. 10 октября 2002 г. сенатор Байден представил Сенату вступительные замечания по законопроекту.
Закон RAVE также был включен в качестве поправки к Закону об усилении внутренней безопасности от 2003 года, внесенной 7 января 2003 года Томасом Дэшлем (D-SD) Этот законопроект также не прошел.
Он был повторно представлен Байденом на 108-м Конгрессе США под названием «Закон о борьбе с распространением незаконных наркотиков». Позже он был присоединен к Закону о ЗАЩИТЕ, который был направлен на судебное преследование за сексуальное насилие над детьми. Закон о защите был подписан президентом Бушем 30 апреля 2003 г.

## Критика
Закон RAVE запрещает организаторам рейвов оказывать медицинскую помощь посетителям. Американский союз гражданских свобод раскритиковал закон, утверждая, что угроза принудительных действий Управления по борьбе с наркотиками приводит к сдерживающему эффекту на высказывания и «несправедливо наказывает бизнес за преступления своих клиентов». DEA заявило, что закон не будет применяться в отношении законных владельцев собственности и организаторов мероприятий. Эрин Трейси из юридического колледжа Международного университета Флориды утверждала, что Закон о RAVE нарушает Первую поправку, потому что он слишком широк и предназначен для криминализации концертов электронной музыки.